# La Haye-le-Comte
La Haye-le-Comte é uma comuna francesa na região administrativa da Normandia, no departamento de Eure. Estende-se por uma área de 3,29 km². Em 2010 a comuna tinha 140 habitantes (densidade: 42,6 hab./km²).